# Ma déchirure
Ma déchirure est une pièce de théâtre française de Jean-Pierre Chabrol, inspirée par le roman du même auteur Je t'aimerai sans vergogne publié le 13 octobre 1967. La pièce est créée en première représentation, au Théâtre de la Commune (Aubervilliers) du 21 février 1968 au 7 avril 1968. Conte dramatique en 16 tableaux et en prose, la pièce traite d'une passion d'amour déchirante.

## Intrigue
À travers un contexte conservateur, étouffant et brutal, une histoire d'amour douloureuse, passionnée et violente va tout à tour, séduire, unir puis déchirer plusieurs êtres en quête de l'absolu. L'intrigue se déroule dans un petit port frontalier de la Méditerranée. Deux familles vivent à quelques pas l'une de l'autre mais à dans des conditions bien distinctes. Les Ruiz vivent dans un taudis et un yacht luxueux. La famille Palomi sont considérés comme des « bien-pensants ». Cette tribu composée de catholiques et romains à la mode corse, place l'homme au centre de toute cellule humaine : couple, famille, entreprise... La femme est pieuse. Elle ne manque pas la messe où elle prie pour deux, pendant que l'homme fait le beau en attendant l'heure de l'apéro.
La jeune et jolie Nièvès a quinze ans. Fille d'une arabe prénommée Aïcha et de Ruiz, un anarchiste espagnol. Du haut de ses dix-neux ans, Pascal est le fils d'un douanier corse qui travaille comme gardien d'un yacht dont il profite pour séduire des jeunes filles. Une passion d'amour nait entre Nièvès et Pascal à l'issue d'un procès au cours duquel les deux familles s'opposent. Le père du jeune homme fait condamner injustement le père de la jeune fille. La sage Nièvès crée son double fatal, Jenny. Sous les traits de cette dernière, l'amoureuse exploite ses charmes pour rendre fou le jeune homme. Au fil de la pièce, où le goût du sang se mêle à l'orgueil, où l'amour platonique se double de la passion charnelle, où la religion se transforme en magie noire, l'amour entraîne le couple vers un destin ultime.

## Autour de la pièce
À quelques jours des troubles de Mai 68, en pleine période de guerre du Viêt Nam et d'une conjoncture sociale dépeinte dans l'ouvrage de Guy Debord, La Société du spectacle, l'engagement à gauche de Jean-Pierre Chabrol apparaît clairement dans la pièce, les dialogues et la mise en scène. Également engagé à gauche, le compositeur et auteur interprète Luís Cília signe une chanson intitulée Les Immigrés et la musique originale de la pièce. 

## Distribution
- Adaptation et dialogues : Jean-Pierre Chabrol
- Mise en scène : Gabriel Garran
- Scénographie et décors : André Acquart
- Costumes : Nicole Bize
- Musique originale : Luís Cília
- Pierre Arditi : Vincent Poflat
- Patrick Dewaere : Pascal Palomi
- Elisabeth Wiener : Nievès Ruiz et Jenny
- Christine Aurel : Sigys
- Catherine Lafond : La Guitte
- Lucienne Le Marchand : La Morèna
- Jacky Catalayud : Pépé
- Luís Cília : Jaime Ruiz
- Claude Debord : Pace Ruiz
- Henri Delmas : l'appariteur
- Françoise Meyruels : M'ame Marinette
- Teresa Mota-Demarcy : Maryse
- Fabienne del Rez : Fernande
- Ramon Ruiz : José Ruiz